# Aurelio Denegri
Marco Aurelio Denegri Valega (Lima, 3 de septiembre de 1840 - Lima, 19 de febrero de 1909) fue un empresario y político peruano. Fue alcalde de Lima (1874 a 1875); ministro de Hacienda (por solo un día, en 1879); vicepresidente y ministro de Hacienda del gobierno de Francisco García Calderón (1881); segundo vicepresidente de la República (1886-1890); presidente del Consejo de Ministros y ministro de Gobierno (1887-1889) durante el primer gobierno de Andrés A. Cáceres.

## Biografía
Fue hijo de Pietro Antonio Denegri Vassallo y María del Carmen Valega Iribar. Su padre fue un comerciante de Génova afincado en el Perú desde 1832 y que se enriqueció con el comercio del guano y de chinos culíes, llegando a poseer toda una flota de barcos dedicada a dicho tráfico. Invirtió también en la agricultura y la minería.
Aurelio formó con su hermano Pedro, la sociedad Denegri Hermanos, un importante grupo capitalista, el mismo que se opuso tenazmente a la firma Contrato Dreyfus, contrato negociado por el gobierno de José Balta con la Casa judío-francesa Dreyfus Hnos (1869) a fin de lograr una venta más provechosa del guano de islas y poner fin al sistema de las consignaciones.
Presidió la Sociedad de Inmigración Europea, creada en 1872 con el propósito de alentar la inmigración de europeos, ofreciendo a estos y sus familias halagadoras perspectivas. Pero en líneas generales, esta inmigración fue muy escasa.
Su carrera pública empezó al aceptar la invitación del alcalde de Lima, Manuel Pardo y Lavalle, de  formar parte de la Municipalidad de los Cien Notables (1868). El 24 de agosto de 1873 fue elegido como teniente alcalde del concejo provincial de Lima, cargo que ejerció hasta finalizar el año. Enseguida fue elegido alcalde, sucediendo al señor José Simeón Tejeda. Permaneció en la alcaldía todo el año de 1874.
El 23 de agosto de 1874 presidió un nutrido mitin donde expresó su solidaridad al presidente Manuel Pardo y Lavalle, que el día anterior había sufrido el primer atentado contra su vida, cuando en el portal de los Escribanos el capitán indefinido Juan Boza le disparó cinco tiros de revólver, por fortuna todos errados.
Al estallar la guerra del Pacífico, en abril de 1879, integró la Junta Central Administradora de Donativos para la Guerra con Chile.
Por ausencia del presidente Mariano Ignacio Prado, que se trasladó a Arica para estar cerca del teatro de guerra, quedó en Lima como presidente provisorio el anciano general Luis La Puerta, que en octubre de 1879 organizó un nuevo gabinete, presidido por Manuel González de la Cotera. Este personaje quiso formar un gabinete de unidad nacional, convocando a Nicolás de Piérola, el cual se negó. El 29 de octubre quedó definido el gabinete La Cotera con Manuel Yrigoyen Arias (Relaciones Exteriores), Alejandro Arenas (Hacienda), Aurelio Denegri (Gobierno) y Ramón Ribeyro (Justicia e Instrucción). Pero los señores Yrigoyen, Ribeyro, Arenas y Denegri solo duraron juntos en sus funciones un día. El 31 de octubre presentaron su renuncia colectiva alegando que La Cotera no les dejaría intervenir en los asuntos relacionados con la defensa nacional.
Tras la derrota del Perú en la campaña naval, el presidente Prado retornó a Lima, el 28 de noviembre de 1879 y procedió de inmediato a reorganizar el gabinete, nombrando como presidente del mismo a Manuel Yrigoyen, quien le presentó su lista de colaboradores, entre los que se mencionaba nuevamente a Denegri para el portafolio de Hacienda. Pero algunos otros de los mencionados en esa lista se negaron a conformar ese proyectado gabinete, por lo que se frustró el mismo, debiendo Prado ratificar al gabinete La Cotera (2 de diciembre de 1879).
A fines de 1879 se produjo el golpe de Estado de Nicolás de Piérola, quien se proclamó Jefe Supremo, instaurando la dictadura. Su principal objetivo fue organizar la defensa de Lima, donde Aurelio participó junto con su hermano Pedro Denegri, con el grado de cabo segundo, integrando la Primera Compañía del batallón n.º 2 de la Reserva, encargado de la defensa del reducto n.º 1 de Miraflores.
Ya con prestigio ganado, Denegri presidió la Junta de Notables de ciento catorce personas que acordó constituir un gobierno provisional, presidido por el doctor Francisco García Calderón (22 de febrero de 1881), cuyo propósito sería entrar en negociaciones con los chilenos a fin de lograr el retiro de sus fuerzas de ocupación. Le correspondió a Denegri leer ante una muchedumbre y desde el balcón de la Municipalidad de Lima el acta de organización del nuevo gobierno. 
Junto con Manuel María Gálvez Egúsquiza, obtuvo que Chile otorgara el carácter de zona neutral al pueblo de La Magdalena (actual distrito de Pueblo Libre) donde se instaló el gobierno de García Calderón (12 de marzo de 1881). Aurelio Denegri fue designado vicepresidente, así como ministro de Hacienda y Comercio; le acompañaban en el gabinete el coronel Manuel Velarde Seoane, Manuel María Gálvez, José Miguel Vélez y el capitán de navío Camilo Carrillo Martínez.
En los días siguientes se hicieron los preparativos para reunir el Congreso, que la dictadura de Piérola había disuelto en 1879. García Calderón y Denegri firmaron la convocatoria al Congreso Nacional, lográndose que el 19 de julio de 1881 se instalaran con setenta y dos miembros en la sede de la Escuela de Clases de Chorrillos, uno de los pocos edificios de dicha villa que no fue destruido completamente por los chilenos. El Congreso confirmó los poderes otorgados a García Calderón y se los prorrogó para que continuara ejerciendo las funciones de Presidente de la República hasta que fuese elegido su reemplazante. Enseguida, Denegri renunció a su ministerio.
Fue así como Aurelio Denegri resultó ser el gran propulsor del llamado «Gobierno de La Magdalena», que tuvo gran significado para la dignidad nacional. Luego se retiró temporalmente de la vida pública, dedicándose a sus actividades empresariales, principalmente en el Callao, en el puerto de Lomas y en el valle de Acarí. Era también propietario, junto con Giovanni Costa, de varias haciendas minerales o ingenios en Cerro de Pasco.
En 1882, ante la crisis de la guerra, se tuvo que disolver el Banco Garantizador, del que era director, y ante la preocupación de saqueos, varios directores resguardaron en la legación estadounidense. 

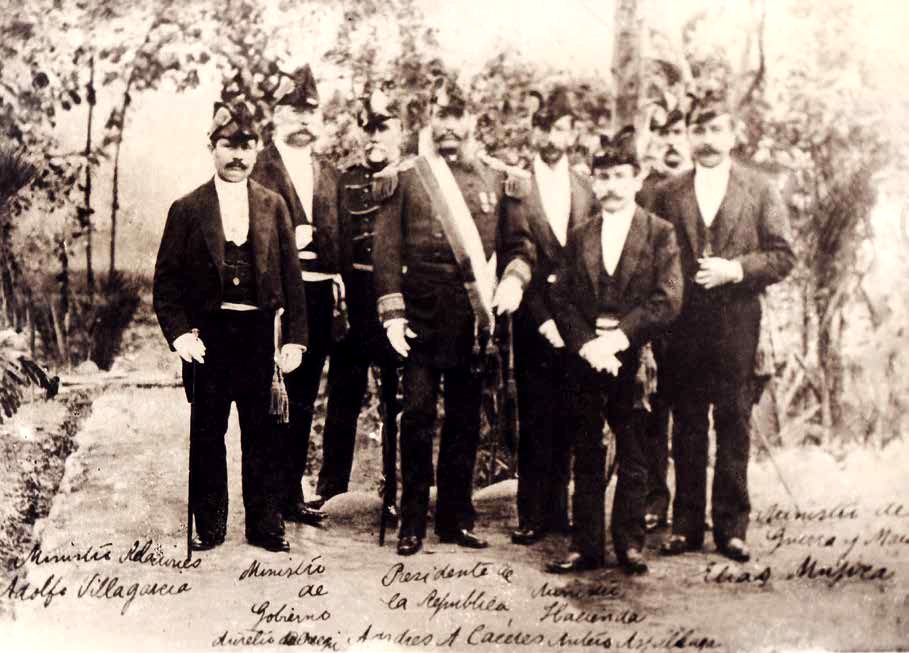
El presidente Andrés A. Cáceres y su gabinete Denegri. De izquierda a derecha, se ve a los ministros Adolfo Villagarcía (Justicia), Aurelio Denegri (Gobierno), un personaje no identificado, el presidente Cáceres, Ántero Aspíllaga (Hacienda), Isaac Alzamora (RR.EE.), otro personaje no identificado, y Elías Mujica (Guerra y Marina).

Retornó a la vida pública en 1886, cuando resultó elegido presidente constitucional de la República el general Andrés Avelino Cáceres, de quien fue segundo vicepresidente, mientras que el coronel Remigio Morales Bermúdez ocupaba la primera vicepresidencia. Fue además diputado por Lima, presidiendo las comisiones principales de Presupuesto y de Hacienda de su cámara.
De 8 de noviembre de 1887 a 8 de marzo de 1889 fue presidente del Consejo de Ministros y ministro de Gobierno. En su gabinete figuraban Ántero Aspíllaga (Hacienda), Alberto Elmore (Relaciones Exteriores), Arturo García Chávez (Justicia e Instrucción) y Elías Mujica (Guerra). Todos, exceptuando Elmore, eran parlamentarios. Elmore y García fueron reemplazados por Isaac Alzamora y Adolfo Villagarcía, respectivamente. Este gabinete duró más de un año. Su objetivo principal fue llevar adelante el proyecto de la deuda externa planteado por Michael P. Grace. Ello originó en el parlamento un intenso debate, formándose un grupo radical de oposición minoritario, que se empeñó en dilatar el problema. Denegri fue censurado por el Congreso con todo su gabinete y se vio obligado a renunciar. El debate continuó en el parlamento, participando Denegri en su calidad de diputado. El llamado Contrato Grace se aprobó finalmente, ya en las postrimerías del gobierno de Cáceres.